# Josef Franke (Architekt, 1876)

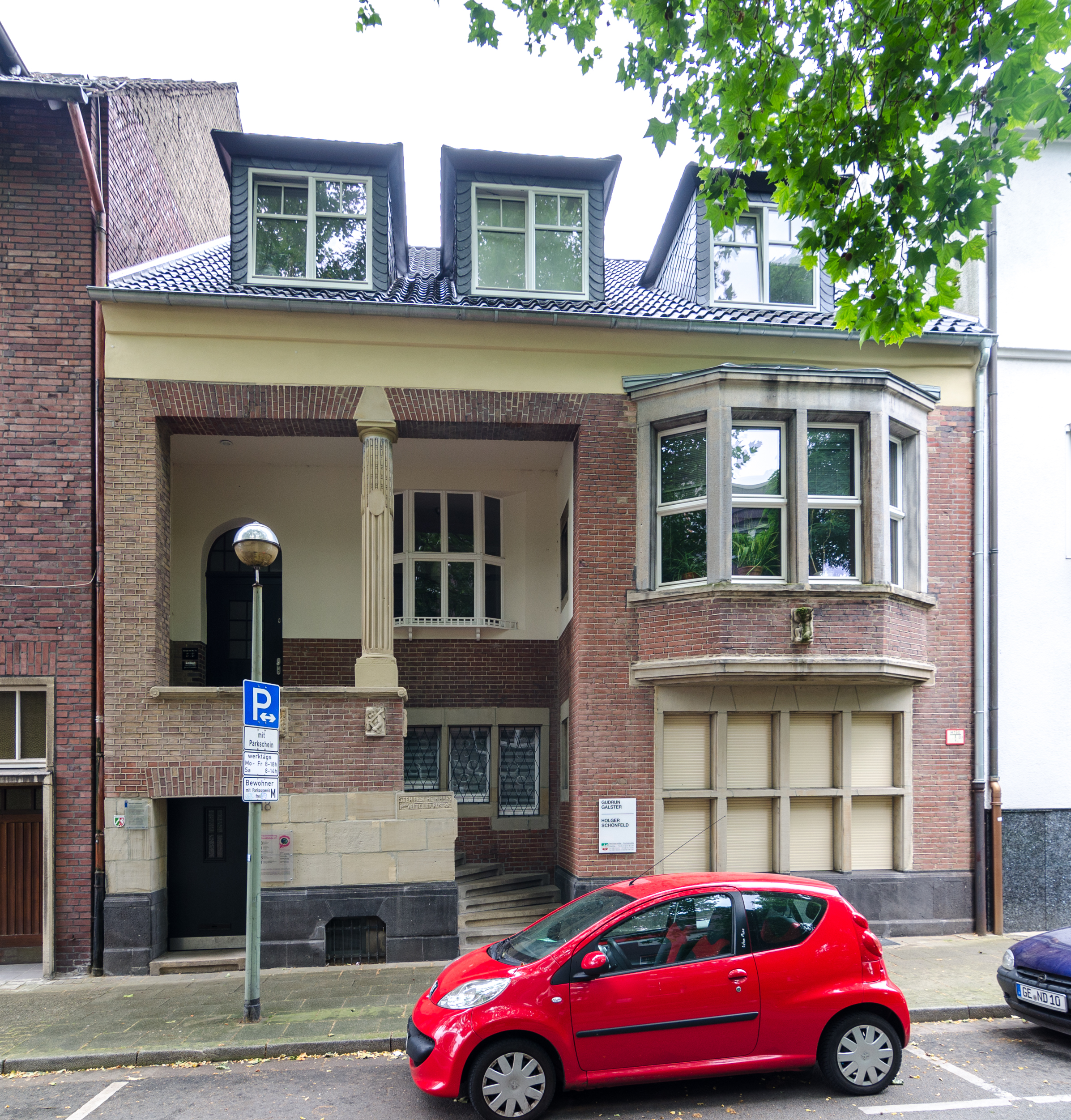
Wohnhaus Josef Franke in Gelsenkirchen, Robert-Koch-Straße 18

Josef Franke (* 12. März 1876 in Wattenscheid, heute Bochum; † 16. Januar 1944 in Gelsenkirchen) war ein deutscher Architekt. Er schuf Sakral- und Profanbauten, insbesondere im Ruhrgebiet, und dort vor allem in Gelsenkirchen. In den 1920er Jahren arbeitete er primär im Stil des Backsteinexpressionismus.

## Leben

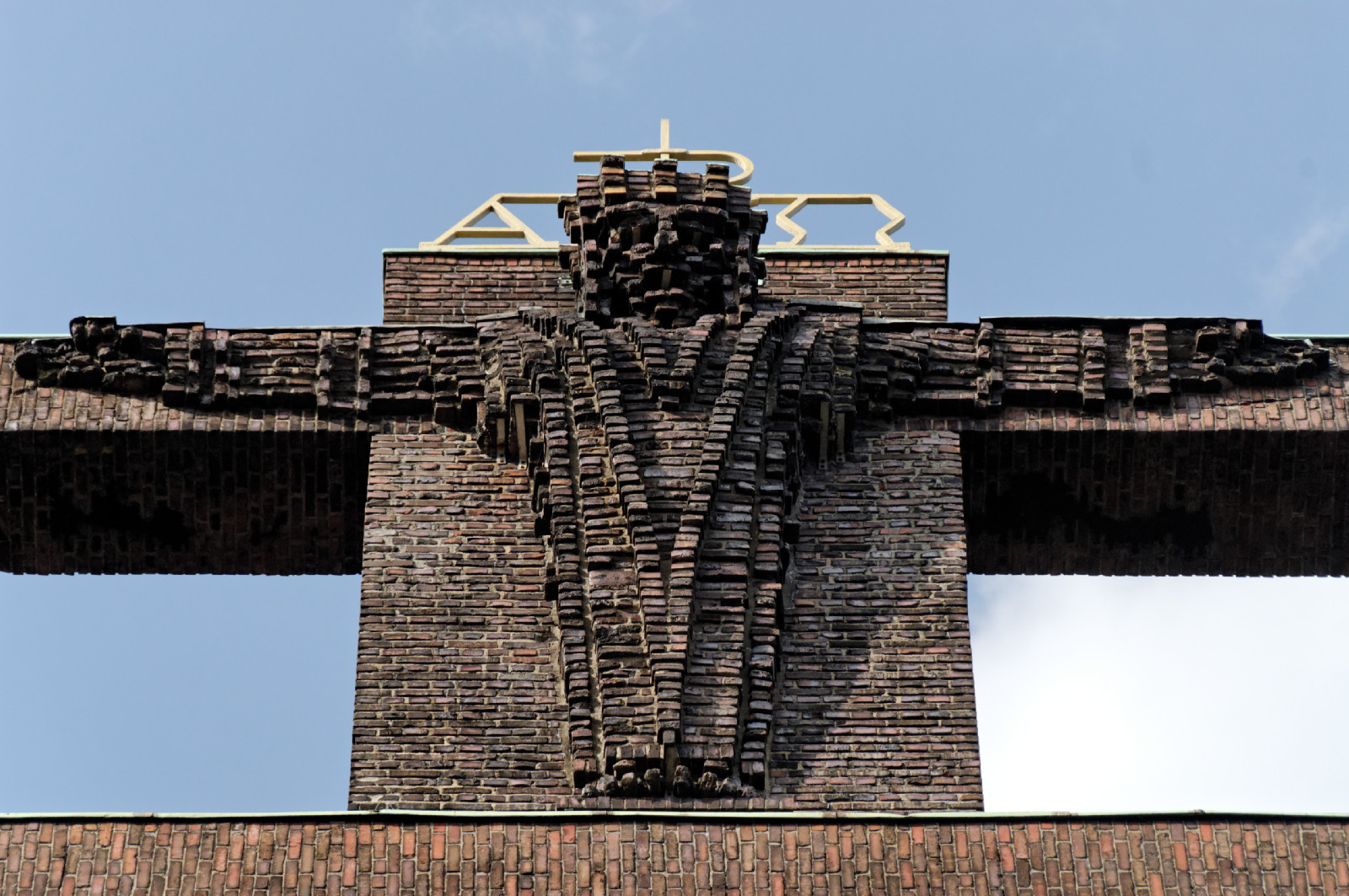
Heilig-Kreuz-Kirche in Gelsenkirchen-Ückendorf, Detail

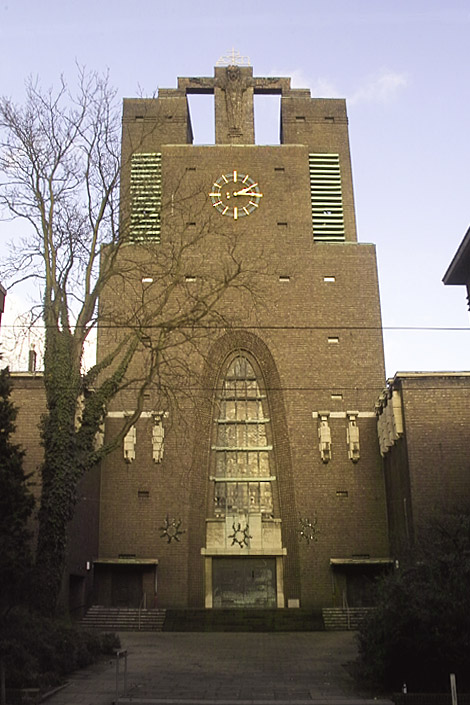
Heilig-Kreuz-Kirche in Gelsenkirchen-Ückendorf

Nach seiner Schulausbildung studierte Franke an der Baugewerkschule Höxter, der heutigen TH Ostwestfalen-Lippe. Danach wurde er Hospitant (Gasthörer) an der Technischen Hochschule Charlottenburg. Nach Abschluss seiner Ausbildung arbeitete er zunächst beim städtischen Hochbauamt in Köln, später in Freiburg im Breisgau im Architekturbüro von Max Meckel und Carl Anton Meckel. 1904 machte er sich in Gelsenkirchen selbständig.
Seit den 1980er Jahren wird Frankes Werk in Gelsenkirchen neu entdeckt und durch Ausstellungen und Veröffentlichungen aufgearbeitet. Seine Tochter war die Innenarchitektin und Künstlerin Margarete Franke.

## Baustil
Viele von Frankes Bauten werden dem sogenannten Backsteinexpressionismus zugerechnet, der in den 1920er Jahren in Deutschland verbreitet war. Kennzeichen von Frankes Arbeiten ist die Verwendung roten bis braunen Backsteins und dessen Setzung zu Zierverbänden, Mustern und Gestaltungselementen an Fassaden. Das Spiel mit den rauen, kantigen Steinen verleiht den Bauten einen besonderen Charme, der sich in einer sorgfältig ausgewogenen Gesamtkomposition und ihren Details ausdrückt. Kennzeichnend ist die Verwendung von rhythmischen Flächenaufteilungen und vielfach die Figur des Dreiecks.

## Bauten
(in Auswahl)
- 1903: Wohnhaus mit Remise für seinen Bruder Johann Franke in Wattenscheid, Parkstraße 24 (unter Denkmalschutz)
- 1904–1905: Wohn- und Geschäftshaus-Bebauung in Königsberg (Ostpreußen), Schlossfreiheit / Münzplatz (zerstört)
- 1906: Bankhaus Gebr. Wilhelms in Gelsenkirchen (zerstört)
- 1908–1909: Gymnasium Dionysianum in Rheine, Anton-Führer-Straße 2 (Turnhalle abgebrochen, moderner Erweiterungsbau von Josef Paul Kleihues)
- 1908–1909: Wohn- und Geschäftshaus für Gustav Pokorny und Albert Gompertz in Gelsenkirchen, Bahnhofstraße 22 (1944 zerstört)
- 1908–1909: Kath. Kirche Herz Jesu in Wattenscheid-Sevinghausen, Sevinghauser Weg (verändert) Lage
- 1909–1910: zwei Wohnhäuser mit Büroräumen für sich und seine Familie sowie Franz Jansen in Gelsenkirchen-Altstadt, Robert-Koch-Straße 18 und 20 (Haus Jansen 1944 zerstört, Haus Franke nach schweren Kriegsschäden verändert wiederaufgebaut und unter Denkmalschutz) Lage
- 1909–1910: Kath. Kirche Herz Jesu in Bochum-Werne, Boltestraße Lage
- 1910–1911: Kath. Gymnasialkirche St. Peter in Rheine, Schleupestraße Lage
- 1911: Wohnhaus für den Arzt Otto Müller in Gelsenkirchen-Ückendorf, Ückendorfer Straße 213 (verändert)
- 1911–1912: Wohnhaus für Generaldirektor Eugen Hegeler in Gelsenkirchen-Ückendorf, Bochumer Straße 207 (unter Denkmalschutz)
- 1912–1914: Kath. Kirche St. Michael in Dortmund, Westerbleichstraße (im Inneren verändert) Lage
- 1912–1914: Kath. Kirche St. Michael in Bottrop-Batenbrock, Glückaufstraße Lage
- 1913: Wohnhaus für den Arzt Gustav Schipper in Bottrop, Humboldtstraße 7 (unter Denkmalschutz)
- 1913–1914: Kath. Kirche St. Johannes Baptist in Wattenscheid-Leithe, Kemnastraße Lage
- 1914–1915: Kath. Pfarrkirche St. Josef in Duisburg-Aldenrade, Kolpingstraße 8 (unter Denkmalschutz) Lage
- 1914–1919: Kath. Kirche St. Joseph in Bottrop-Batenbrock, Im Flaßviertel (Turm in den 1920er Jahren nach Entwurf eines anderen Architekten ergänzt) Lage
- 1921–1922: Wohnhaus für den Arzt Gustav Sproedt in Bottrop, Gerichtsstraße 5 (unter Denkmalschutz)
- 1923–1924 und 1928: Kath. Kirche St. Antonius in Gelsenkirchen–Feldmark, Schillerplatz 12 (Kirchenschiff kriegszerstört, 1928 ergänztes Turmpaar mit Veränderungen erhalten)
- 1924–1925: Wohnhaus für den Maler Andreas Wilhelm Ballin in Gelsenkirchen-Bulmke, Elisenstraße (unter Denkmalschutz)
- 1924–1926: Kath. Dreifaltigkeitskirche in Gelsenkirchen-Haverkamp, Magdalenenstraße 47 (im Inneren verändert) Lage
- 1925–1926: Straßenbahndepot der Bochum-Gelsenkirchener Straßenbahnen AG in Gelsenkirchen-Mitte, Hauptstraße 55–59
- 1926: Wohnbebauung, sog. „Siedlung Blumendelle“, in Gelsenkirchen-Schalke, Blumendelle 26/28 / Liebfrauenstraße 43–55
- 1926–1927: Wohnhaus für den Rechtsanwalt Josef Nuphaus in Bottrop, Luise-Hensel-Straße 6 (unter Denkmalschutz)
- 1927–1928: Kath. Kirche Christus König in Gladbeck-Schultendorf, Schultenstraße 42 Lage
- 1927–1929: Kath. Herz-Jesu-Kirche in Bottrop-Mitte, Brauerstraße Lage
- 1927–1929: Kath. Kirche Christus König in Oer-Erkenschwick, Klein-Erkenschwicker Straße Lage
- 1927–1929: Kath. Kirche Heilig Kreuz mit Wohn- und Geschäftshaus in Gelsenkirchen-Ückendorf, Bochumer Straße 113–117 (Kirche mit Hausnummer 115 unter Denkmalschutz, 2007 profaniert, heute als Konzertsaal genutzt) Lage
- 1927–1929: Kath. Kirche St. Ludgerus in Bottrop-Fuhlenbrock, Birkenstraße[1] Lage
- 1928: Wohn- und Geschäftshaus „Ring-Eck“ in Gelsenkirchen-Mitte, Ringstraße 93 / Weberstraße 72/74
- 1928–1929: Kath. Kirche St. Marien in Moers-Hochstraß, Königsberger Straße (unter Denkmalschutz) Lage
- 1928–1930: Wohnhaus für den Arzt Hermann Mertens in Bottrop, Gerichtsstraße 3
- 1929–1930: Lyzeum Aloysianum, heute Ricarda-Huch-Gymnasium, in Gelsenkirchen, Schultestraße 50
- 1929–1931: Kath. Kirche St. Elisabeth in Rheine, Windthorststraße Lage
- 1929–1930, 1935–1938: Kath. Kirche St. Antonius von Padua in Recklinghausen-Süd, Antoniusstraße 12 (unter Denkmalschutz; 2003 im Inneren umgestaltet) Lage
- 1932–1933: Kath. Kirche St. Marien in Waltrop, Riphausstraße Lage
- 1934–1935: Kath. Kirche St. Josef in Gladbeck-Rentfort Lage
- 1936: Kath. Kapelle St. Hubertus in Jagdhaus bei Fleckenberg (Sauerland)
- 1937–1938: Kath. Kirche Herz Jesu mit Pfarrhaus in Rheine, Robertstraße 25 Lage

## Galerie

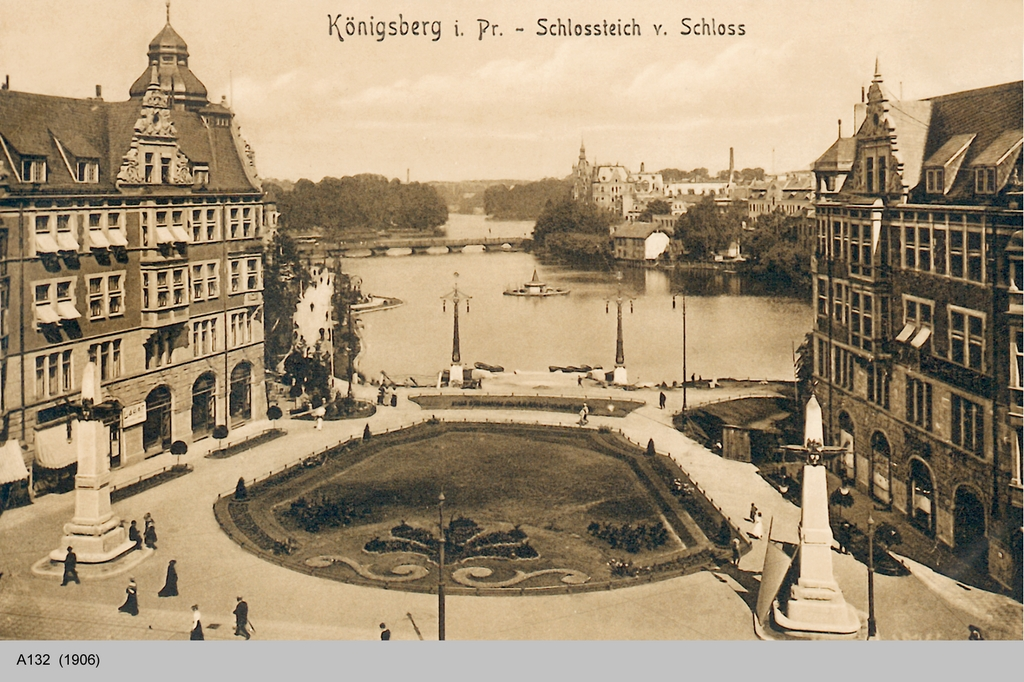
Wohn- und Geschäftshaus-Bebauung in Königsberg
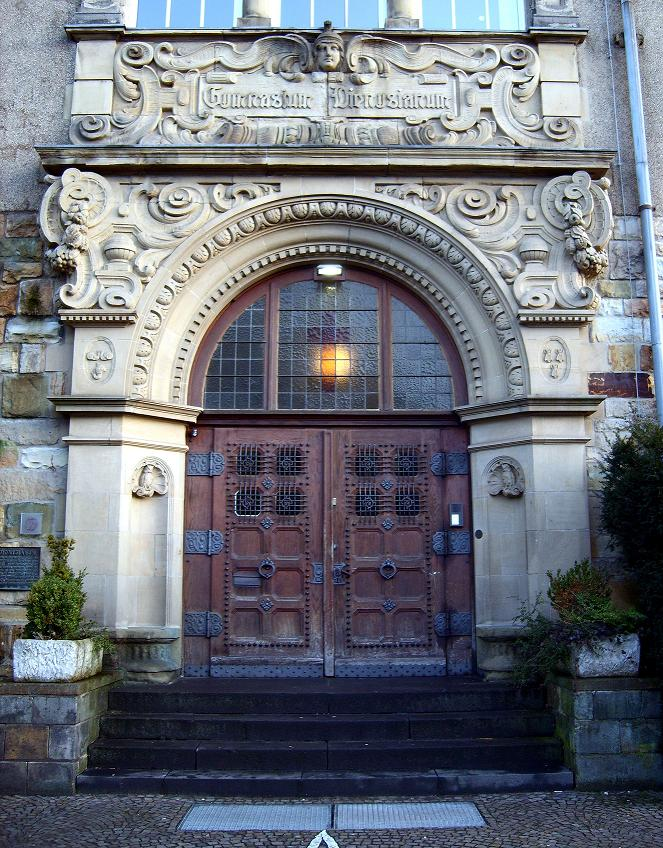
Gymnasium Dionysianum in Rheine, Hauptportal
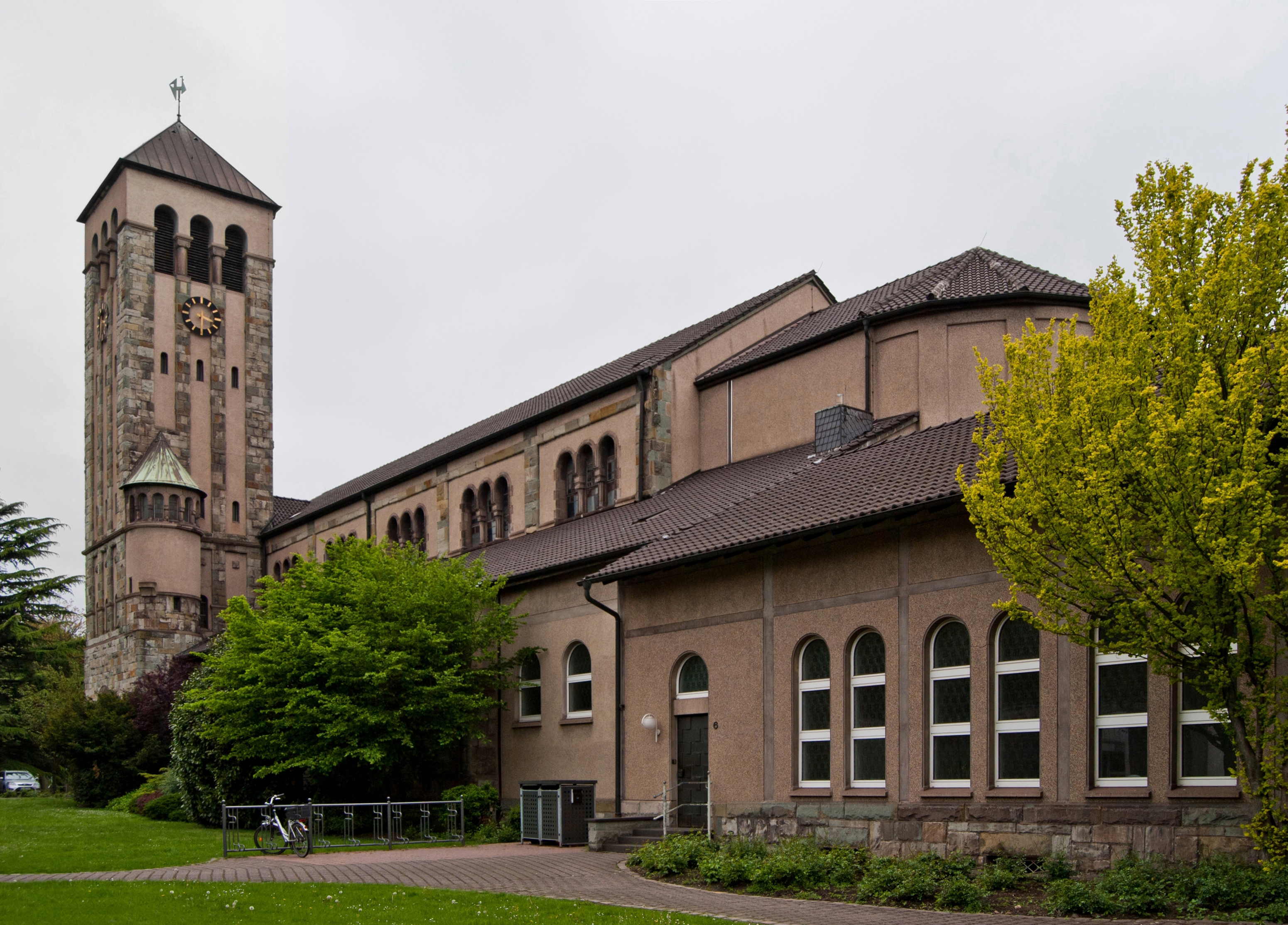
Kirche St. Josef in Duisburg-Aldenrade
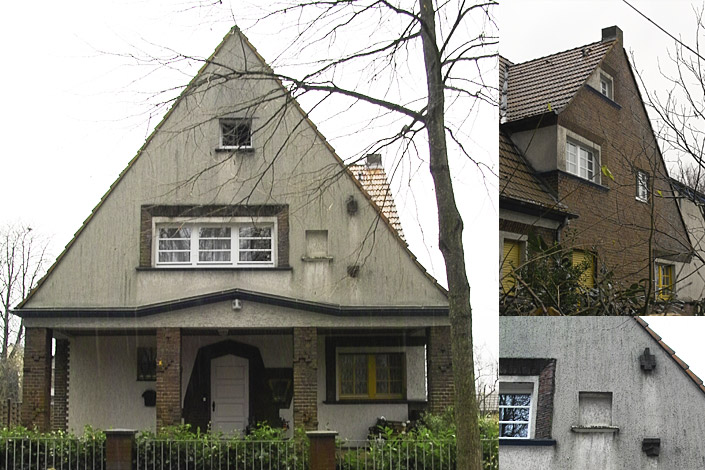
Wohnhaus Ballin in Gelsenkirchen-Bulmke
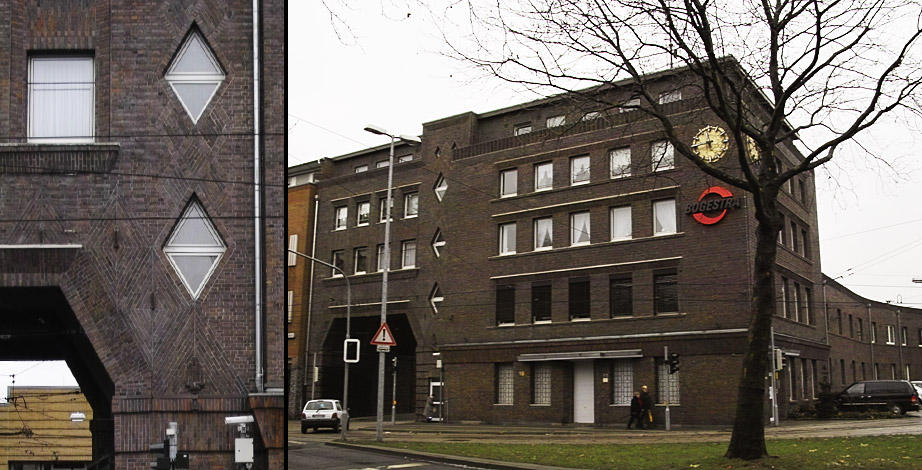
Straßenbahn-Betriebshof in Gelsenkirchen
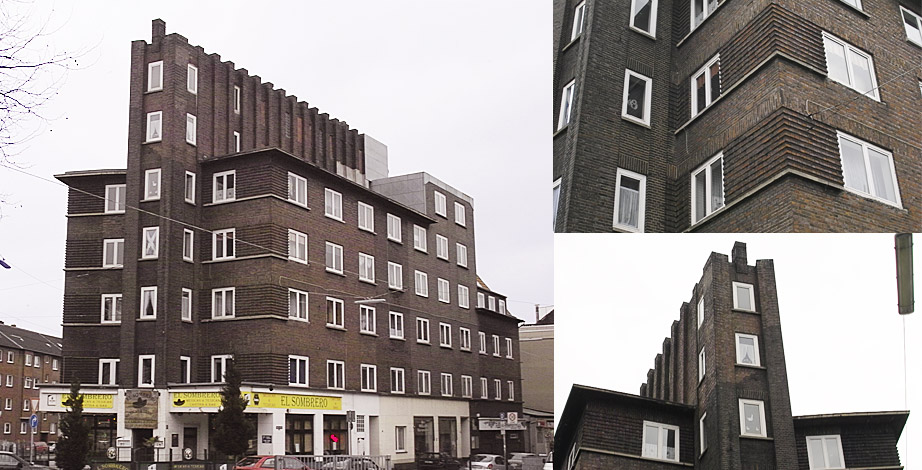
Ring-Eck in Gelsenkirchen
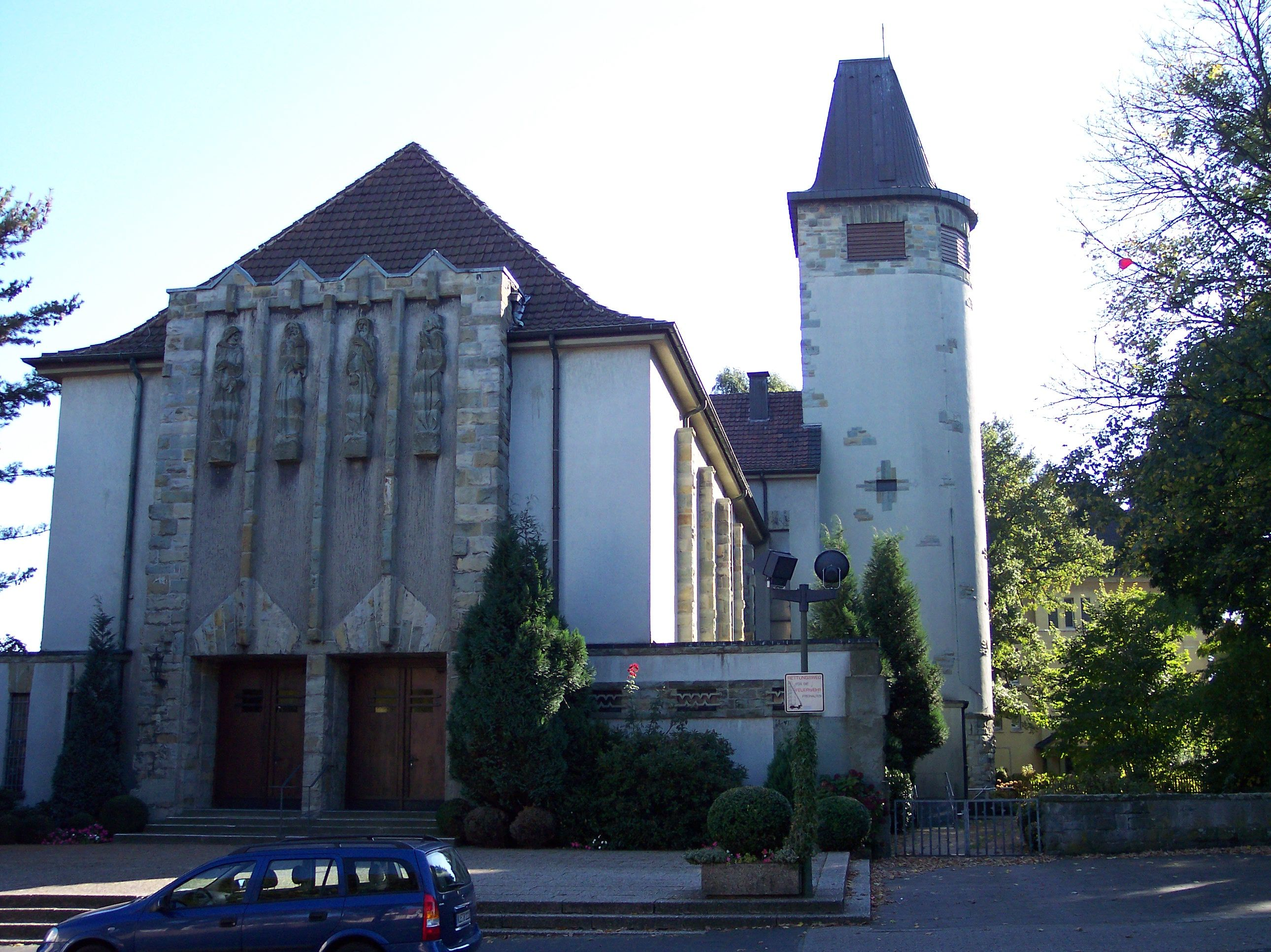
Christus-König-Kirche in Oer-Erkenschwick
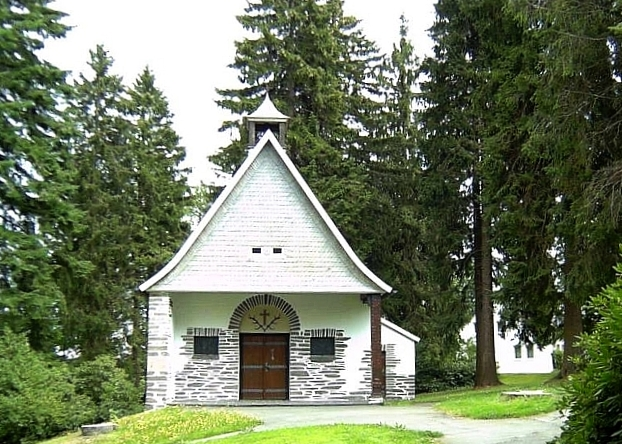
St.-Hubertus-Kapelle in Jagdhaus
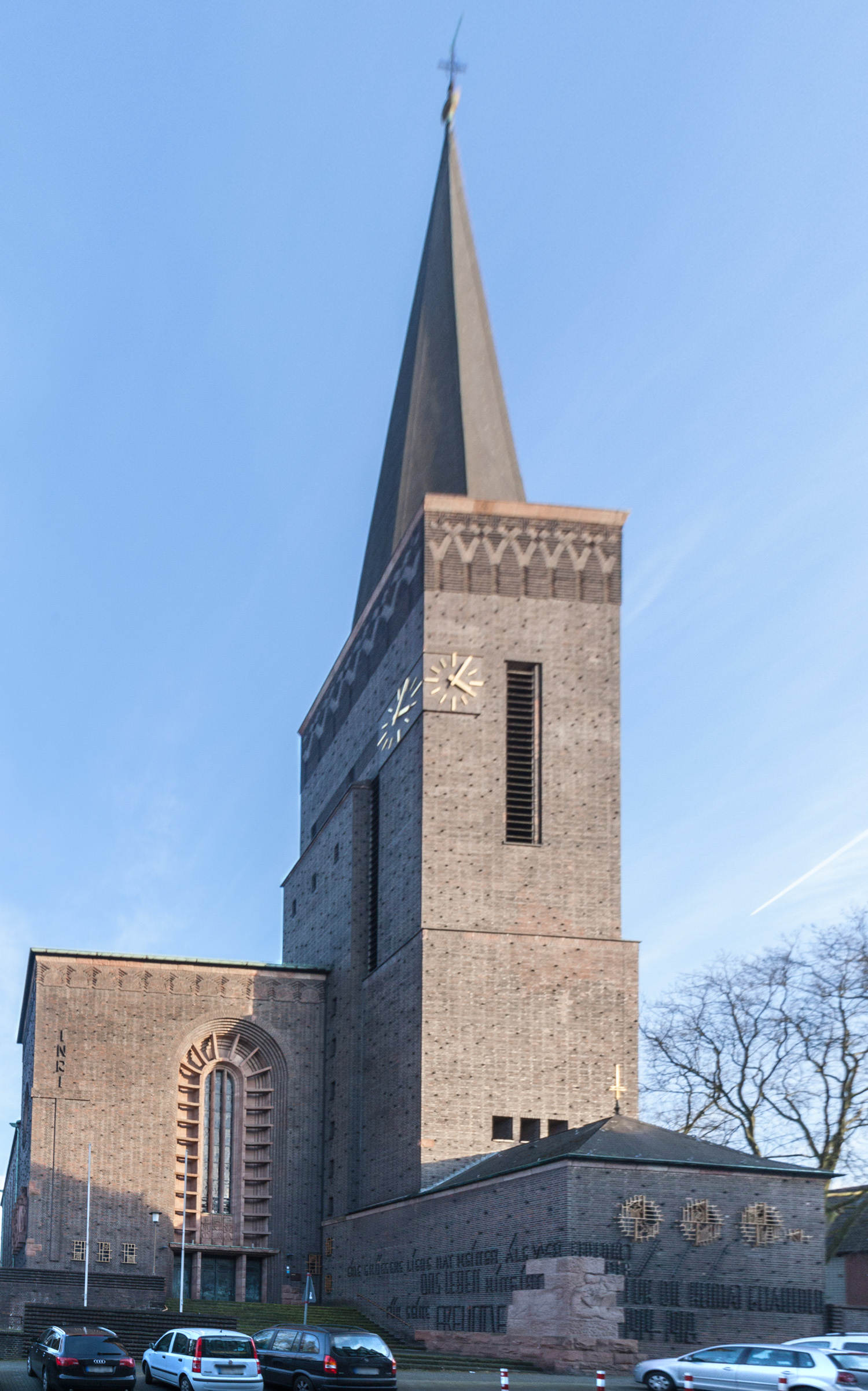
Herz-Jesu-Kirche in Bottrop